# Richtlinie 2006/43/EG (Abschlussprüfungsrichtlinie)
Die Richtlinie 2006/43/EG des Europäischen Parlaments und des Rates vom 17. Mai 2006 über Abschlussprüfungen von Jahresabschlüssen und konsolidierten Abschlüssen (umgangssprachlich 8. EU-Richtlinie, Abschlussprüfungsrichtlinie oder salopp auch EuroSOX genannt) ist eine Richtlinie über die Prüfung von Jahresabschlüssen in der EU und ändert die Richtlinien 78/660/EWG und 83/349/EWG. Sie soll gewährleisten, dass sich Investoren und andere interessierte Kreise voll und ganz auf die Korrektheit der geprüften Unternehmensabschlüsse verlassen können, und die EU gegen Unternehmensskandale wappnen, die Parmalat und Ahold in die Schlagzeile brachten. Die Richtlinie präzisiert die Pflichten der Abschlussprüfer und legt gewisse Berufsgrundsätze zur Sicherung ihrer Unparteilichkeit und Unabhängigkeit fest, beispielsweise wenn Prüfungsgesellschaften ihren Kunden auch prüfungsfremde Leistungen anbieten. Die Richtlinie soll die Pflicht zu externer Qualitätskontrolle einführen, eine solide öffentliche Beaufsichtigung des Prüfungsgewerbes sicherstellen und die Zusammenarbeit zwischen den zuständigen Stellen in der EU verbessern. Durch Schaffung eines neuen Regelungsausschusses „Abschlussprüfung“ aus Vertretern der Mitgliedstaaten könnten die europäischen Stellen rasch auf neue Entwicklungen reagieren, so dass detaillierte Maßnahmen zur Umsetzung der Richtlinie schnell ergriffen oder abgeändert werden könnten. Der Vorschlag sieht ferner die Anwendung internationaler Rechnungslegungsstandards auf alle in der EU durchgeführten Abschlussprüfungen vor und legt die Grundlage für eine ausgewogene und wirksame internationale Zusammenarbeit mit den Aufsichtsbehörden von Drittländern wie der US-amerikanischen Public Company Accounting Oversight Board (PCAOB).
Ziele der Richtlinie 2006/43/EG:
- Abschlussprüfer vor unzulässigem Druck von Seiten der Manager schützen
- Klare Aufgabenverteilung bei Prüfung durch verschiedene Prüfungsgesellschaften
- Bessere Qualität und mehr Transparenz der Abschlussprüfung
- Stärkung des Aufsichtsprüfer-Regelwerkes und bessere Durchsetzung

## Nationale Umsetzungen
Die Richtlinie war von den Mitgliedstaaten der Europäischen Union bis 29. Juni 2008 in nationales Recht umzusetzen.

### Österreich
In Österreich wurde die Richtlinie 2006/43/EG mit dem Unternehmensrechts-Änderungsgesetz 2008 – URÄG 2008 (BGBl. I Nr. 70/2008) umgesetzt und ist seit 1. Juni 2008 in Kraft. Das URÄG 2008 ändert folgende Gesetze:
- Unternehmensgesetzbuch
- Aktiengesetz 1965
- GmbH-Gesetz
- SE-Gesetz
- Genossenschaftsgesetz
- Genossenschaftsrevisionsgesetz
- Spaltungsgesetz
- Luftfahrtgesetz
- Bankwesengesetz
- Versicherungsaufsichtsgesetz

### Deutschland
In Deutschland wurde die Richtlinie mit dem Gesetz zur Stärkung der Berufsaufsicht und zur Reform berufsrechtlicher Regelungen in der Wirtschaftsprüferordnung (Berufsaufsichtsreformgesetz – BARefG) am 3. September 2007 umgesetzt.
Die EU-Richtlinie soll auch durch das Gesetz zur Modernisierung des Bilanzrechts (Bilanzrechtsmodernisierungsgesetz/BilMoG) umgesetzt worden sein, welches seit 29. Mai 2009 in Kraft ist.

## Änderung der Richtlinie 2006/43/EG
Mit der Richtlinie 2008/30/EG des Europäischen Parlaments und des Rates vom 11. März 2008 wurde die Richtlinie 2006/43/EG geändert.

## Weitere Richtlinie der EU über die Abschlussprüfung
- Richtlinie 78/660/EWG des Europäischen Rates vom 25. Juli 1978 – externe Prüfung des Jahresabschlusses
- Richtlinie 83/349/EWG des Europäischen Rates vom 13. Juni 1983 – konsolidierter Abschluss
- Richtlinie 84/253/EWG des Europäischen Rates vom 10. April 1984 (aufgehoben)